# Mecodina zopheropa
Mecodina zopheropa är en fjärilsart som beskrevs av Turner 1909. Mecodina zopheropa ingår i släktet Mecodina och familjen nattflyn. Inga underarter finns listade i Catalogue of Life.